# Danball Senki
Danball Senki (ダンボール戦機 (Danball Chiến cơ) Danbōru Senki) hay còn được biết đến trong tiếng Việt với tên gọi Đấu sĩ LBX, là một series video game hành động nhập vai do Level-5 sản xuất, liên quan đến mô hình robot nhựa nhỏ. Các trò chơi đầu tiên của series được phát hành vào ngày 16 tháng 6 năm 2011 cho hệ máy PlayStation Portable và đã mở rộng đến 6 trận đấu chính thức và ba loạt phim hoạt hình Nhật Bản.

## Truyền thông

### Anime
Bộ phim được công chiếu trên kênh TV Tokyo. Bộ phim cũng được Bandai phát triển và mô phỏng các Chiến cơ trong phim làm thành đồ chơi. Tại Việt Nam bộ phim cũng được chiếu trên kênh truyền hình thiếu nhi Sao TV, HTVC gia đình, VTC11 kidstv và BIBI dưới tên Đấu sĩ LBX.

## Danh sách tập phim

#### Đấu sĩ LBX (Danball Senki)
Tập 1 Cuộc Gặp Gỡ Định Mệnh
Tập 2 Achilles Biến Mất
Tập 3 Kẻ Phá Hủy
Tập 4 Hiệp Sĩ Vàng Khó Tính
Tập 5 Assassin Bí Ẩn
Tập 6 Thử Thách
Tập 7 Nhà Cải Cách
Tập 8 Mê Cung Ngôi Sao Của Thiên Thần
Tập 9 Quái Vật Sắt Jieteus
Tập 10 Jin Người Bạn Mới Bí Ẩn
Tập 11 Ảo Thuật Trong Phép Hộp
Tập 12 Cuộc thi Viscidus
Tập 13 Người Thích Đùa Tấn Công
Tập 14 Tiến Lên Hoàng Đế
Tập 15 Năng lượng Cứu Thế giới
Tập 16 Đột Nhập Pháo Đài Đen
Tập 17 Cuộc Gặp Gỡ Định Mệnh
Tập 18 Cuộc thi Artemis 
Tập 19 Cuộc Chiến Khốc Liệt Giữa Jin và Lex
Tập 20 Đối Thủ Khó Chi
Tập 21 Ánh Sáng Thạch Anh
Tập 22 Cầu Thủ Bí Ẩn Yuuya Haibara
Tập 23 Cuộc chiến hoàng gia
Tập 24 Trận Đấu Kịch Tính
Tập 25 Bắt Đầu Cuộc Phiêu Lưu Mới
Tập 26 Đấu Sĩ LBX Pandora Tỏa Sáng
Tập 27 Cỗ Máy Mới Thức Tỉnh
Tập 28 Odin Tiến Lên
Tập 29 Huyền Thoại Hacker Ota X (Otacross)
Tập 30 Phá Vỡ Với Cổng Trời
Tập 31 Tiến Thẳng Tới Vương Quốc Akihabara
Tập 32 Cúp Akihabara Bắt Đầu
Tập 33 Gouda Đấu Với Sendo
Tập 34 Trận Chiến Khốc Liệt Ban Đấu Với Jin
Tập 35 LBX mới Apollo Kaiser
Tập 36 Hy Vọng Của Con người Chu Kì Vĩnh Cửu 
Tập 37 Pháo Đài Xe Tăng Bardoma
Tập 38 Người Tìm Kiếm Hồi Sinh
Tập 39 Ban Hãy Lấy Lại Sức Mạnh
Tập 40 Tiết Lộ Âm Mưu
Tập 41 Pháo Đài Bay
Tập 42 Nhiệm Vụ Cuối Cùng Được Hay Mất
Tập 43 Trận Chiến Trên Bầu Trời
Tập 44 Người Thay Đổi Thế giới

## Cốt truyện

#### Danball Senki
Lấy bối cảnh năm 2050, một trò chơi mới với tên gọi đấu sĩ LBX (Little Battler eXperience) (đây là 1 loại robot hình người kích thước nhỏ, do Yamano Junichiro phát minh) được nhiều người trên thế giới yêu thích, đặc biệt là thanh thiếu niên. Ở thị trấn Misora, thành phố Tokyo, có một học sinh tên là Yamano Ban cậu rất yêu thích LBX nhưng lại bị mẹ cậu cấm chơi. Một hôm,trên đường đi học về, cậu gặp một người phụ nữ lạ mặt. Người đó đã đưa cho cậu một chiếc cặp có chứa một LBX bên trong với lời nói:"chiếc cặp này chứa đựng hi vọng và tuyệt vọng của toàn thể nhân loại". Từ đó cậu đã tìm hiểu và biết được bí mật của LBX Achilles đó. Cậu còn biết được bí mật về cái chết của cha và âm mưu của Innovator (nhà cải cách) mà kẻ chủ mưu thực sự lại là Hiyama Ren (biệt danh Lex). Cậu đã cùng những người bạn của mình dùng LBX để cứu thế giới và cuộc chiến bắt đầu.

#### Danball Senki W
Năm 2051, một năm sau cuộc chiến với Innovator, thế giới được hòa bình nhờ LBX (Little Battle Experience), Ban được chơi LBX cùng bạn bè một cách vui vẻ. Nhưng không lâu sau, một tổ chức với tên gọi Detector xuất hiện và đe dọa thế giới bằng cách brainjack các LBX (do chip M của Omega Dain). Với LBX của mình, Ban, Ami, Kazuya đã chiến đấu với những LBX khác đang bị điều khiển. Nhưng Ami và Kazuya lại bị bắt cóc một cách bí ẩn. Sau đó, Ban gặp gỡ với những người bạn mới là Hiro và Ran, từ đó cả ba cùng nhau chiến đấu chống lại Detector, sau đó là Omega Dain, cứu Ami và Kazuya, bảo vệ thế giới. Trong quá trình tìm kiếm Detector, Ban cùng các bạn đến quốc gia A (tức Hoa Kỳ), gặp Jessica, Jin và cả Yuuya và biết được năng lực thực sự của Hiro. Sau trận chiến tại căn cứ quân sự Paradise, nhóm Ban chống lại Mizel (chương trình virus của 2 AI Adam và Eve, do tiến sĩ Haruka (mẹ của Hiro, cựu nhà khoa học của Omega Dain) tạo ra), tiêu diệt Mizel O–Legion và ngăn chặn âm mưu "thế giới hoàn hảo" của Mizel.

#### Danball Senki WARS
Năm 2055, LBX đã trở thành sở thích phổ biến nhất thế giới và nó ảnh hưởng rất nhiều đến cuộc sống con người. Học viện phổ thông tổng hợp Kamui Daimon, mảnh đất được nhiều người chơi LBX biết đến là ngôi trường đạo tạo những người chơi LBX duy nhất trên thế giới. Sau khi đáp ứng đầy đủ yêu cầu đầu vào của ngôi trường này, Sena Arata cuối cùng đã được nhận vào trường. Ở đó, Arata gặp Hoshihara Hikaru, một học sinh mới chuyển đến trường như cậu. Sau đó, Arata biết được bên dưới khuôn viên của ngôi trường này là một diorama khổng lồ rộng 10 km vuông gọi là Second World. Và như một quy luật ở trường học đặc biệt này, chiến tranh thế giới được mô phỏng trong diorama đó với tên gọi là War Time.
Arata và Hikaru đã được giao cho Tiểu đội 1, đứng đầu là lớp trưởng, Izumo Haruki. Trong nhóm này, họ chiến đấu như những người lính của một đất nước tưởng tượng gọi là Jenock.
Arata và Tiểu đội 1 đã hoàn thành nhiệm vụ được giao của Jenock, cho đến khi Seledy Kreisler (sinh năm 1965, thực chất 90 tuổi) lãnh đạo Ezerdam để xâm chiếm thế giới và tạo ra 1 nền hoà bình giả tạo của Seledy và tay sai. Sau khi ngăn chặn âm mưu của Seledy, Arata bất ngờ ra trường để khám phá thế giới.

## Một số nhân vật nổi bật

#### Danball Senki

##### Yamano Ban (tiếng Nhật: 山野 バン)
Là nhân vật chính trong game, anime, manga Danball Senki và Danball Senki W. Ban là con trai của tiến sĩ Yamano Junichiro, người phát minh ra LBX. Cậu cũng xuất hiện trong movie Inazuma Eleven GO VS Danball Senki W và tập đặc biệt trong Danball Senki WARS. Cậu là một học sinh trung học bình thường và rất thích chơi LBX.

##### Kawamura Ami (tiếng Nhật: 川村 アミ)
Là một trong những nhân vật chính trong anime, game, manga Danball Senki.

##### Kaidou Jin (tiếng Nhật: 海道 ジン)
Nhân vật định kỳ của cả 3 mùa LBX. Trước đây làm việc cho Innovator, sau đó trở thành đồng đội của Ban. Năm 2055 là giáo viên của Harness.